# Beneš Černohorský z Boskovic
Beneš Černohorský z Boskovic byl moravský šlechtic v 15. století pocházející z rodu pánů z Boskovic.

## Život
Jeho otcem byl Vaněk Černohorský z Boskovic, sourozenci Beneše byli Vaněk Černohorský z Boskovic mladší, Oldřich, Veronika a Machna. První písemná zmínka o Benešovi pochází z roku 1423. 
Beneš byl mimo jiné spoluvlastníkem Černé Hory a Nového hradu. V roce 1447 se stal podkomořím moravského zemského sněmu. V roce 1451 se zřekl kalicha (husitství) a přestoupil ke katolíkům. Zemřel roku 1470 (jiné zdroje uvádějí 1473 či 1475).

## Rodina
Beneš měl dvě manželky, Machnu ze Šternberka a Eufemii z Častolovic. Potomstvo bylo následující:
- Tas Černohorský z Boskovic (Protas)
- Beneš Černohorský z Boskovic mladší
- Dobeš Černohorský z Boskovic
- Jan Černohorský z Boskovic
- Jindřich Černohorský z Boskovic starší
- Markéta
- Jitka
- Magdalena
- Barbora